# Piero Spinelli
Piero Spinelli (Carmignano, 1º aprile 1948) è un ex ciclista su strada e ciclocrossista italiano.

## Carriera
Nato nel 1948 a Carmignano, in provincia di Prato, inizia a praticare il ciclismo a 15 anni. Da dilettante nel 1969 con la G.S. Piemme Bottegone vince la Coppa Bologna, la Coppa Ciuffenna e il Trofeo Città di Lucca.
Nel 1971, a ventitré anni, passa professionista con la Filotex. L'anno successivo prende parte per la prima volta al Giro d'Italia, concludendo sessantanovesimo e ultimo in classifica generale tra quelli arrivati al termine dell'ultima tappa a Milano.
Dopo due anni, nel 1973 passa alla Sammontana, rimanendovi una sola stagione, arrivando settantasettesimo al Giro d'Italia ed esordendo alla Milano-Sanremo, centodiciottesimo.
Nel 1974 si trasferisce alla Scic, piazzandosi novantunesimo al Giro d'Italia e ventiseiesimo (suo miglior piazzamento) alla Milano-Sanremo nella prima delle due stagioni.
A ventotto anni passa in quella che sarà l'ultima squadra della sua carriera, la Zonca; nella prima stagione termina settantasettesimo al Giro d'Italia, ma soprattutto ottiene la sua unica vittoria da professionista in carriera, imponendosi nella Coppa Sabatini. Centotreesimo alla Milano-Sanremo 1977, nel 1978 conclude sessantesimo al Giro d'Italia, suo miglior piazzamento in classifica generale, prima di terminare la carriera chiusa la stagione 1979, a 31 anni.
Nel 1976 e 1977 partecipa anche ai Mondiali di ciclocross, arrivando ventitreesimo a Chazay-d'Azergues 1976 e ventottesimo ad Hannover 1977.

## Palmarès
- 1969 (dilettanti)

Coppa Bologna
Coppa Ciuffenna
Trofeo Città di Lucca
- 1976 (Zonca, una vittoria)

Coppa Sabatini

## Piazzamenti

### Grandi Giri
- Giro d'Italia

1972: 69º
1973: 77º
1974: 91º
1976: 77º
1977: 95º
1978: 60º
1979: 102º

### Classiche monumento
- Milano-Sanremo

1973: 118º
1974: 26º
1977: 103º
1978: 132º

### Competizioni mondiali

#### Ciclocross
- Campionati del mondo

Chazay-d'Azergues 1976 - Elite: 23º
Hannover 1977 - Elite: 28º